# Trolleylijn 7 (Arnhem)
Trolleylijn 7 van Hermes (Breng) is een Arnhemse trolleybuslijn in de regio Arnhem-Nijmegen, in de Nederlandse provincie Gelderland. Deze trolleybuslijn rijdt binnen Arnhem van Rijkerswoerd naar Geitenkamp.

## Route
De lijn verbindt de wijk Rijkerswoerd via Rijnstate Polikliniek-Zuid, Winkelcentrum Kronenburg, de Rijnhal, de GelreDome, Malburgen-West, de Nelson Mandelabrug, Arnhem Centraal, het Willemsplein, het Centrum, het Velperplein, Station Velperpoort, de Velperweg en Monnikenhuizen met Geitenkamp. Deze lijn is als trolleylijn officieel op 7 september 1999 geopend.

## Geschiedenis
Op 2 juni 1957 werd Lijn 7 als trolleylijn ingesteld als versterkingslijn van lijn 1 op het traject Oranjestraat, Station en Bronbeeklaan. Op 4 december 1960 kreeg de lijn een gewijzigde route: vanaf Willemsplein in de richting Velperplein via Gele Rijdersplein en Looierstraat in plaats van via de Jansbinnensingel. Op 26 mei 1974 werd de versterkingslijn opgeheven.
Op 28 mei 1989 werd opnieuw een lijn 7 ingesteld nu tussen de nieuwbouwwijk Rijkerswoerd en het Velperplein over de Nelson Mandelabrug. Begonnen werd met een halfuurdienst en een uurdienst in de stille uren. De lijn werd gereden met dieselbussen en volgde met zijn route de ontwikkeling van de nieuwe wijk. In 1992-1993 was de lijn geïntegreerd in lijn 8, een gezamenlijke GVA/GSM lijn. De lijn groeide uit tot een drukke en frequente lijn en werd daarom in 1999 getrolleyficeerd. In het kader van de nota Trolley 2000 werd op 6 januari 2002 het lijnennet gereorganiseerd. Hierbij verdween het lijnnummer 9 waarbij de oostelijke tak naar Geitenkamp aan de lijn werd toegevoegd.
Een deel van de route heeft een lange voorgeschiedenis. De lijn via de Raapopseweg en de Rosendaalseweg naar de wijk Geitenkamp bestaat als trolleylijn sinds 1950 (eerst als lijn 4, daarna als onderdeel van lijn 2 en sinds 1984 van lijn 9) en bestond als tramlijn 4 al vanaf 1922.
Sinds 13 december 2014 is ook lijn 2 verbonden met Winkelcentrum Kronenburg en een deel van Rijkerswoerd.

## Frequenties
| Tijd          | Maandag t/m vrijdag | Zaterdag | Zondag |
| ------------- | ------------------- | -------- | ------ |
| 5:30 - 7:00   | 6x/uur              | -        | -      |
| 7:00 - 8:00   | 6x/uur              | 2x/uur   | -      |
| 8:00 - 10:00  | 6x/uur              | 2x/uur   | 2x/uur |
| 10:00 - 11:00 | 4x/uur              | 4x/uur   | 2x/uur |
| 11:00 - 14:00 | 4x/uur              | 4x/uur   | 4x/uur |
| 14:00 - 19:00 | 6x/uur              | 4x/uur   | 4x/uur |
| 19:00 - 20:00 | 4x/uur              | 4x/uur   | 2x/uur |
| 20:00 - 21:30 | 4x/uur              | 2x/uur   | 2x/uur |
| 21:30 - 00:30 | 2x/uur              | 2x/uur   | 2x/uur |